# Tarazed
Tarazed (Gamma de l'Àguila / γ Aquilae) és una estrella de la constel·lació de l'Àguila. El nom deriva de la paraula persaشاهين ترازو šāhin tarāzu que significa "el canastró de la balança", fent referència a l'asterisme format per α, β i γ Aquilae.
Té una magnitud aparent de 2,72 i és de la classe espectral K3. És una estrella gegant amb un diàmetre d'aproximadament mitja ua, i el seu diàmetre angular pot ser detectat i mesurat i és de 0,0075 segons d'arc. Està a uns 461 anys llum de la Terra.